# Прапор Новопідкряжа
Пра́пор Новопідкря́жа — один з офіційних символів села Новопідкряж Царичанського району Дніпропетровської області, затверджений у 19 квітня 2007 р. № 101-5/IX рішенням Новопідкрязької сільської ради.
Прямокутне полотнище з співвідношенням сторін 2:3 складається з трьох рівновеликих горизонтальних смуг: синьої, жовтої та зеленої, посередині жовтої смуги герб села, оточений рослинним вінком та увінчаний короною з пшеничного колосся.
Автор — А. М. Білокінь.